# Przednie zębatki rowerowe

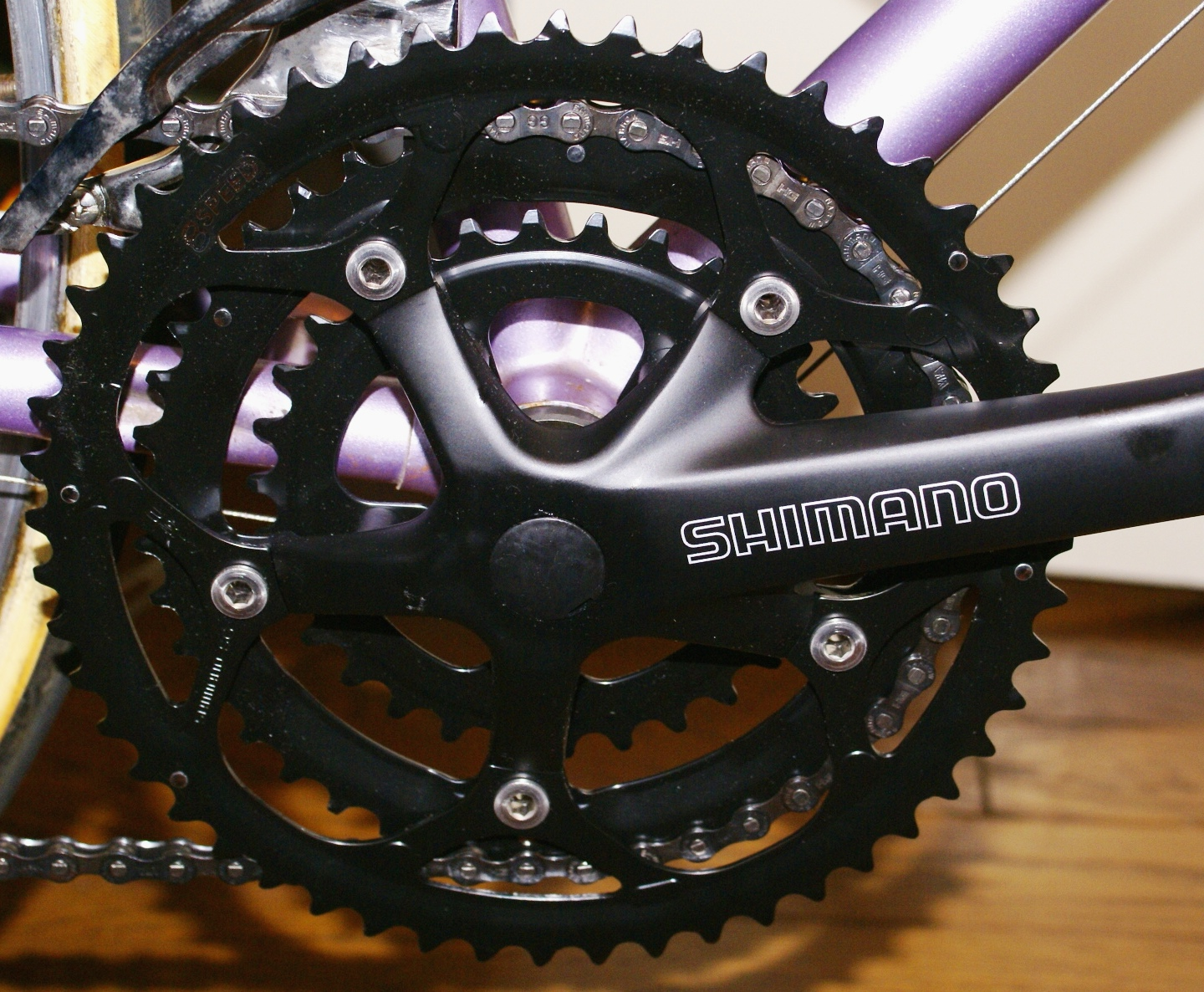
Przednie zębatki roweru górskiego – Shimano

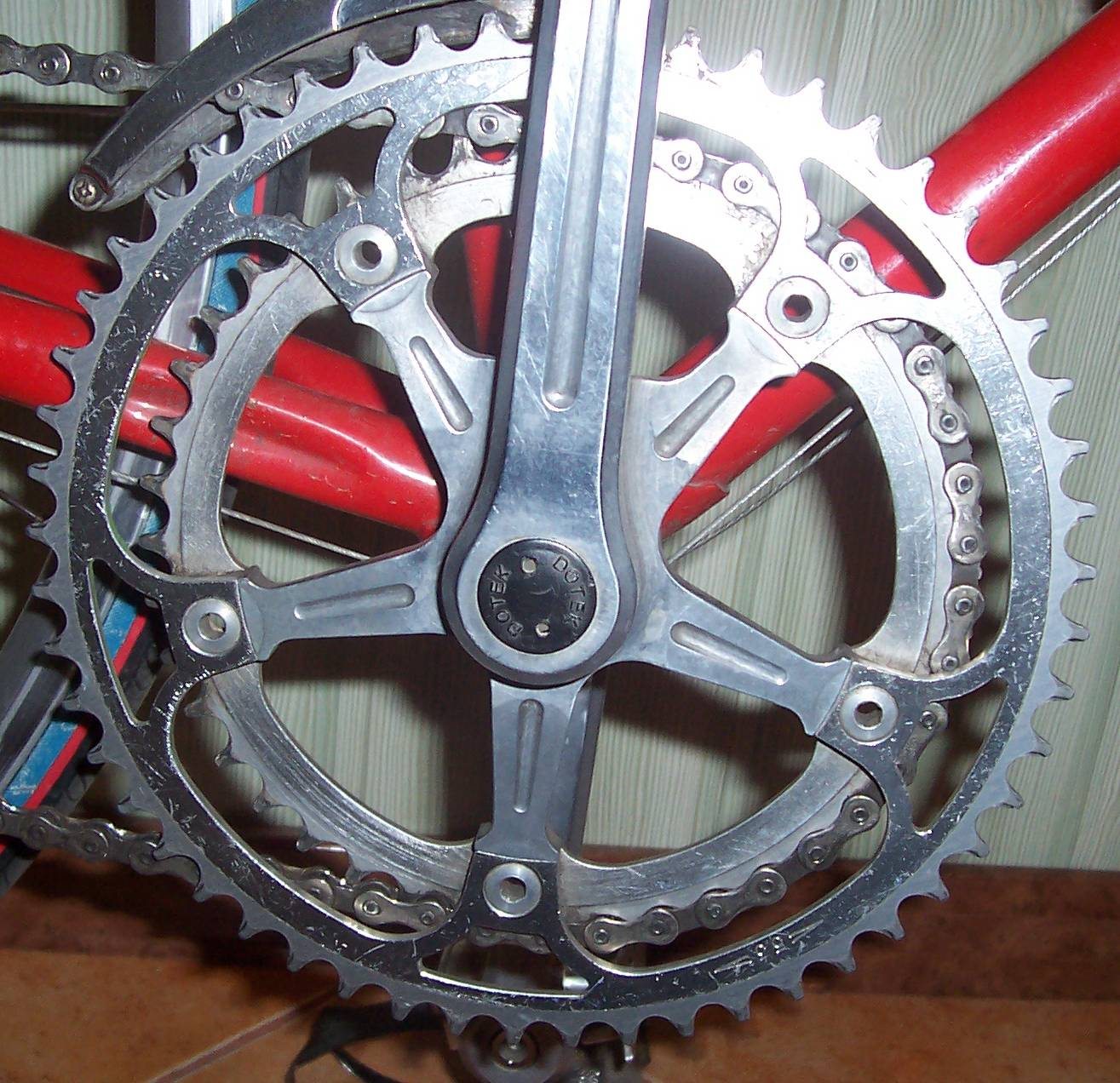
Przednie zębatki roweru szosowego

Przednie zębatki rowerowe – część układu napędowego roweru, która składa się z zestawu od 1 do 3 zębatek. Zadaniem tych zębatek jest przekazywać ruch z korb do łańcucha, który dalej poprzez tylne zębatki napędza tylne koło i cały rower.

## Budowa i rodzaje zębatek
Zębatki przednie są przymocowane razem z korbami do wałka supportu. Ich konstrukcja nie odbiega zasadniczo od typowych zębatek przystosowanych do pracy z łańcuchem spotykanych w innych pojazdach. W zasadzie jedyną ich specyficzną cechą są specjalne żłobkowania i wygięcia na bocznych ściankach zębów, które ułatwiają zmienianie biegów za pomocą przekładni.

### Kształt i rozmieszczenie zębów
Kształt i rozmieszczenie zębów w zębatkach jest jednakowe w olbrzymiej większości produkowanych współcześnie rowerów. Przyjęły się tutaj trzy normy wprowadzone przez firmę Shimano i przyjęte przez niemal wszystkich pozostałych producentów zębatek. Normy te nie różnią się między sobą co do zasadniczych wymiarów zębów. Przyjęła się tutaj jednolita norma określająca, że wycięcia między zębami posiadają kształt hiperboli i są rozmieszczone w dokładnie półcalowych odległościach od siebie. Normy różnią się jednak sposobami nacięć na bocznych powierzchniach zębów ułatwiających przeskakiwanie łańcucha z jednej zębatki na drugą. Siłą rzeczy normy te wymuszają też odpowiednią konstrukcję łańcucha i tylnych zębatek. Są to:
- norma UG (uniglide) – obecnie stosowana już tylko w najtańszych wersjach osprzętu;
- norma HG (hyperglide) – stosowana we wszystkich wyższych grupach osprzętu posiadająca specjalnie zaprojektowany kształt łańcucha oraz dobrze przemyślany system wygięć i nacięć na zewnętrznej powierzchni zębów;
- norma IG (Interactive glide) – która miała być ulepszoną wersją HG i różni się od niej dodatkowymi nacięciami zębów od wewnętrznej strony zębatek i nieco zmienioną konstrukcją łańcucha. Z systemu tego ostatecznie się wycofano, gdyż był on droższy w produkcji, zębatki i łańcuch miały krótszą żywotność, a faktyczny wzrost łatwości zmieniania biegów był niezauważalny przez większość użytkowników. Można jednak wciąż spotkać rowery z zębatkami i łańcuchem zgodnym z tą normą. Ze względu na to, że ta norma nie jest zgodna z systemem HG lepiej nie mieszać części z jednego i drugiego systemu, choć na takim mieszanym napędzie udaje się jeździć.

### Liczba zębów
Zębatki przednie występują w wielu różnych rozmiarach, które określa się poprzez liczbę zębów. Ze względu na normy wymiarów i rozmieszczenia zębów, średnica zębatek wynika bezpośrednio z ich liczby. Im więcej zębów ma zębatka przednia, tym większe jest przełożenie ruchów korb na ruchy tylnego koła, a zatem im więcej zębów, tym szybciej można jechać, ale wymaga to odpowiednio większej siły nacisku nóg na pedały.
- W rowerach górskich stosuje się jedną zębatkę zazwyczaj w rozmiarze 28, 32 lub 34 zęby.
- W rowerach szosowych istnieje znacznie większy wybór rozmiarów zębatek, których rozmiar dostosowuje się do siły i preferencji kolarza. Typowy zestaw to dwie zębatki 53 i 39 zębów lub kompaktowe 50 i 36 zębów.
- W BMX-ach występuje zazwyczaj jedna zębatka, o rozmiarze 25t (9z driver w tylnej piaście co daje dobry dirtowo-streetowy napęd).

W rowerach do trialu zazwyczaj stosuje się zębatki o rozmiarze 22t, by uzyskać lekkie przełożenia.

### Szerokości zębatek
Oprócz typu i rozmiarów zębatki różnią się jeszcze szerokością wynikającą z szerokości łańcucha, która z kolei zależy od liczby tylnych zębatek. Stąd w handlu są dostępne przednie zębatki przystosowane do 7-, 8-, 9-, 10-, 11-  a nawet 12-rzędowych zestawów zębatek tylnych.

### Sposoby montowania zębatek
W rowerach górskich i szosowych zębatki są mocowane do jednej z korb i zakładane  razem z nią na support. W tańszych wariantach osprzętu zębatki są na stałe połączone z korbą poprzez połączenia nitowe, co powoduje, że uszkodzenie lub zużycie jednej z zębatek wiąże się z wymianą całego zestawu. W droższych odmianach zębatki są mocowane krótkimi śrubami do specjalnych ramion, tzw. pająka, które są na stałe przyspawane do korby. Rozmiary otworów w ramionach nie są unormowane i każdy producent stosuje swoje wymiary, co zmusza do kupowania zębatek od tego samego producenta, który wyprodukował korby. Dodatkowo jeszcze, nawet w ramach produktów jednego producenta, występują systemy oparte na 4 lub 5 ramionach, które nie są ze sobą zgodne.
W rowerach BMX i do cyklotrialu zębatkę zakłada się bezpośrednio na specjalne wycięcie w wałku supportowym, po czym montuje się korbę, która po dokręceniu dociska zębatkę do krawędzi wałka i utrzymuje go we właściwym miejscu. Ten system mocowania zębatki umożliwia bardzo szybką jej wymianę. W sportach tych dobiera się zwykle rozmiar zębatki do rodzaju trasy i warunków na niej panujących. Ponadto zębatki te ulegają w czasie zawodów dość częstym uszkodzeniom, co zmusza do ich szybkiej wymiany.